# Premio Goethe

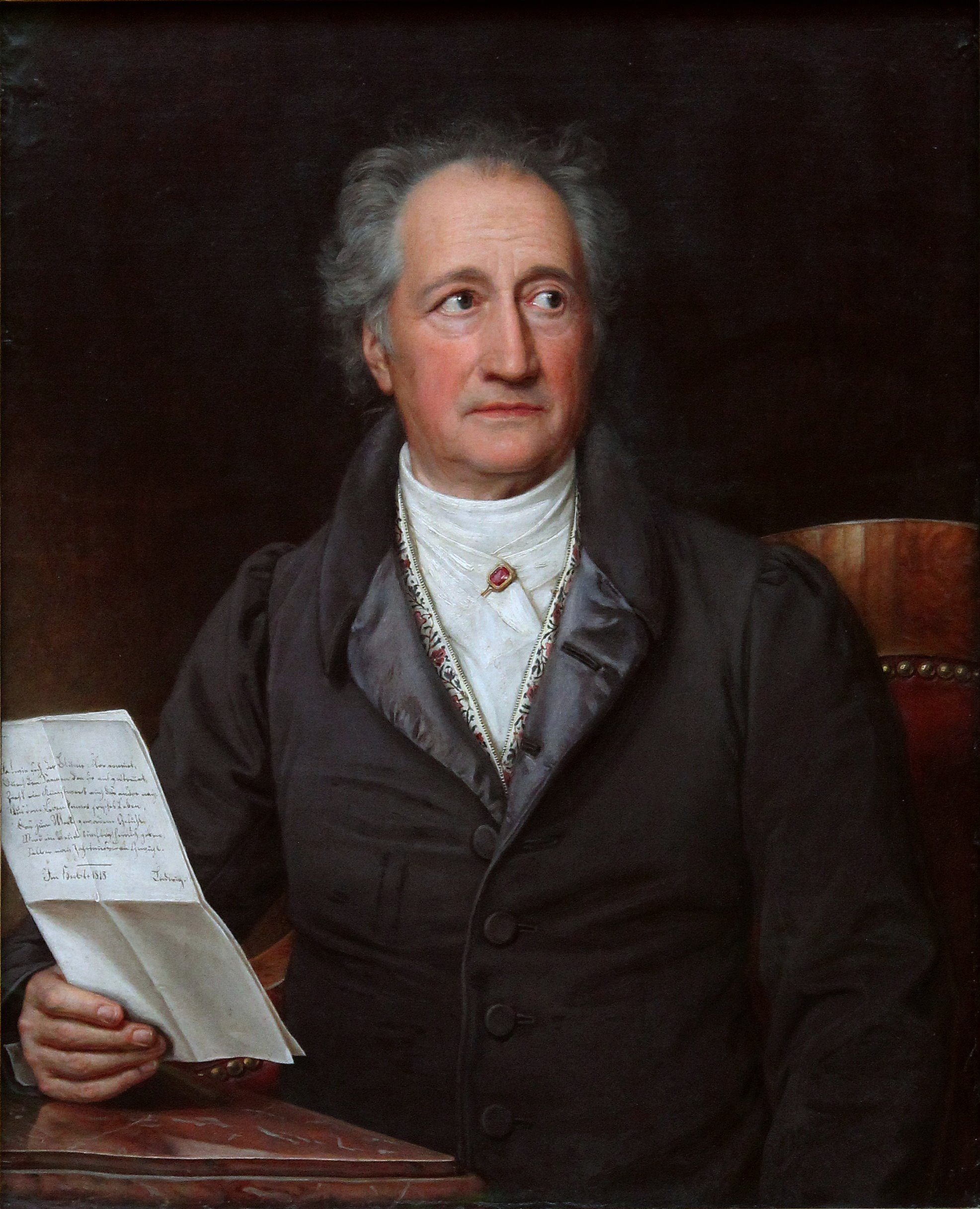
Johann Wolfgang von Goethe all'età di 70 anni. Dipinto del 1828 di Joseph Karl Stieler

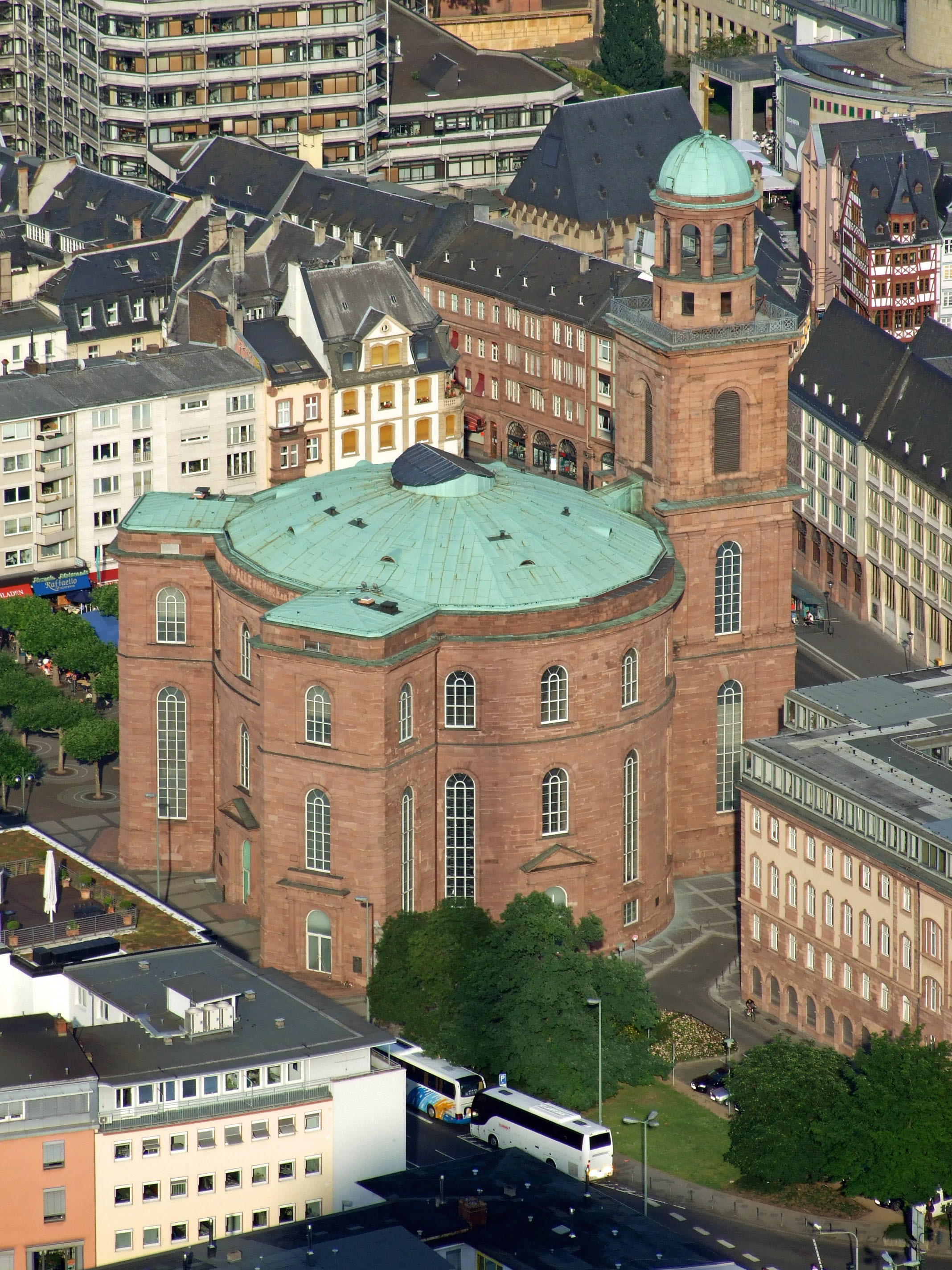
Paulskirche

Il premio Goethe è un premio letterario che viene conferito a Francoforte sul Meno (città natale di Johann Wolfgang von Goethe) dal 1927.
La consegna avviene nella Paulskirche (Chiesa di San Paolo), il 28 agosto, giorno della nascita di Goethe, dal borgomastro della città. Fino al 1949 la periodicità del premio era annuale; da quella data viene assegnato ogni tre anni. La scelta del vincitore è fatta da un'apposita commissione tra le persone distintesi nella cultura a livello internazionale. Il premio consiste in un attestato su pergamena artisticamente realizzato e in un assegno di 50.000 euro.

## Vincitori del premio
- 1927 Stefan George, poeta tedesco
- 1928 Albert Schweitzer, medico, teologo, musicista e missionario tedesco
- 1929 Leopold Ziegler, filosofo tedesco
- 1930 Sigmund Freud, neurologo, psicoanalista e filosofo austriaco
- 1931 Ricarda Huch, scrittrice tedesca
- 1932 Gerhart Hauptmann, poeta, drammaturgo e romanziere tedesco
- 1933 Hermann Stehr, poeta tedesco
- 1934 Hans Pfitzner, compositore tedesco
- 1935 Hermann Stegemann, storico e scrittore tedesco
- 1936 Georg Kolbe, scultore tedesco
- 1937 Erwin Guido Kolbenheyer, scrittore, drammaturgo e poeta austriaco
- 1938 Hans Carossa, medico e scrittore tedesco
- 1939 Carl Bosch, chimico e industriale tedesco
- 1940 Agnes Miegel, scrittrice e giornalista tedesca
- 1941 Wilhelm Schäfer, scrittore tedesco
- 1942 Richard Kuhn, chimico austriaco-tedesco
- 1945 Max Planck, fisico tedesco
- 1946 Hermann Hesse, scrittore, poeta e pittore tedesco
- 1947 Karl Jaspers, filosofo e psichiatra tedesco
- 1948 Fritz von Unruh, scrittore tedesco
- 1949 Thomas Mann, scrittore e saggista tedesco
- 1951 Martin Buber, scrittore e filosofo tedesco-israeliano
- 1952 Carl Zuckmayer, scrittore tedesco
- 1955 Annette Kolb, scrittrice tedesca
- 1958 Carl Friedrich von Weizsäcker, fisico, filosofo e pacifista tedesco
- 1960 Ernst Beutler, storico della letteratura tedesco
- 1961 Walter Gropius, architetto tedesco
- 1964 Benno Reifenberg, giornalista, scrittore e pubblicista tedesco
- 1967 Carl Schmitt, giurista tedesco
- 1970 Georg Lukács, filosofo ungherese
- 1973 Arno Schmidt, scrittore tedesco
- 1976 Ingmar Bergman, regista cinematografico svedese
- 1979 Raymond Aron, sociologo, filosofo e giornalista francese
- 1981 Ekrem Akurgal, archeologo turco[1]
- 1982 Ernst Jünger, filosofo e scrittore tedesco
- 1985 Golo Mann, scrittore, storico e filosofo tedesco
- 1988 Peter Stein, attore, regista teatrale e di opera tedesco
- 1991 Wisława Szymborska, poetessa e saggista polacca
- 1994 Ernst Gombrich, storico dell'arte austriaco
- 1997 Hans Zender, compositore e direttore d'orchestra tedesco
- 1999 Siegfried Lenz, scrittore, romanziere, saggista tedesco
- 2002 Marcel Reich Ranicki, pubblicista, scrittore, critico letterario tedesco
- 2005 Amos Oz, scrittore israeliano
- 2008 Pina Bausch, danzatrice e coreografa tedesca
- 2011 Adunis, poeta e saggista libanese di origine siriana
- 2014 Peter von Matt, filologo e scrittore svizzero
- 2017 Ariane Mnouchkine, regista francese
- 2020 Dževad Karahasan, scrittore e filosofo bosniaco
- 2023 Barbara Honigmann, scrittrice tedesca[2]

## Altri premi dedicati a Goethe
- Premio Goethe della città di Berlino Ovest (Goethepreis der Stadt Berlin) assegnato dal 1950 al 1989.
- Targa Goethe (Goetheplakette der Stadt Frankfurt am Main) della città di Francoforte sul Meno, assegnata dal 1949.
- Targa Goethe assegnata dallo stato federale (in tedesco Land o Bundesland) dell'Assia (in tedesco Hessen), assegnato dal 1952.
- La medaglia Goethe (Goethe-Medaille), assegnata dai Goethe-Instituts dal 1955.
- Hansischer Goethe-Preis assegnato dal 1959.
- Johann-Wolfgang-von-Goethe-Medaille dal 1972.